# E-Prix di New York 2022
L'E-Prix di New York 2022 è stato l'ottavo appuntamento del Campionato mondiale di Formula E 2021-2022, suddiviso in due gare, che si è tenuto sul Circuito cittadino di Brooklyn il 16 e 17 luglio 2022.
Nick Cassidy ha ottenuto la Pole Position in entrambe le corse e la vittoria nella prima gara davanti a Lucas Di Grassi e Robin Frijns. La seconda gara è stata vinta da António Félix da Costa, partito dalla Pole dopo la penalità di 30 posizioni inflitta a Cassidy, davanti a Stoffel Vandoorne e Mitch Evans.

## Gara 1

### Prove libere
| Pos            | No.            | Pilota                 | Squadra                    | Tempo          |
| Prove libere 1 | Prove libere 1 | Prove libere 1         | Prove libere 1             | Prove libere 1 |
| -------------- | -------------- | ---------------------- | -------------------------- | -------------- |
| 1              | 5              | Stoffel Vandoorne      | Mercedes EQ Formula E Team | 1:09.836       |
| 2              | 7              | Sérgio Sette Câmara    | Dragon Racing              | 1:10.135       |
| 3              | 30             | Oliver Rowland         | Mahindra Racing            | 1:10.143       |
| Prove libere 2 |                |                        |                            |                |
| 1              | 13             | António Félix da Costa | DS Techeetah               | 1:08.684       |
| 2              | 9              | Mitch Evans            | Jaguar Racing              | 1:08.886       |
| 3              | 27             | Jake Dennis            | Andretti Autosport         | 1:08.900       |